# Isle of Fethaland

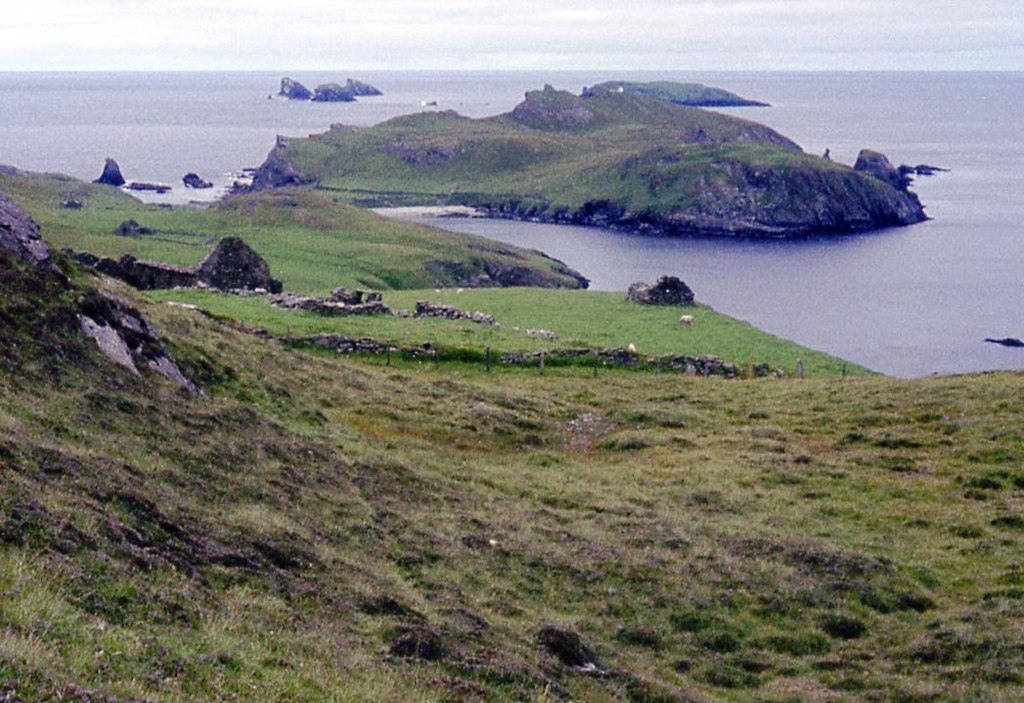
Blick von Süden auf Isle of Fethaland, dahinter Gruney und die Ramna Stacks

Isle of Fethaland ist eine Halbinsel im Norden von Mainland, der Hauptinsel der zu Schottland zählenden Shetlands. Im Norden läuft sie im Point of Fethaland, dem nördlichsten Punkt Mainlands, aus. Da dieses Kap gemäß der Definition durch die Internationale Hydrographische Organisation die Grenze zweier Meere markiert, zählt die Westküste von Isle of Fethaland zum Nordatlantik, die Ostküste zur Nordsee. Nach Süden hin ist Isle of Fethaland durch einen niedrigen, schmalen Isthmus mit Fethaland und dem Rest von Mainland verbunden. Hier finden sich die baulichen Überreste von Fedeland, einer ehemals von Fischern während der Fangsaison im Sommer bewohnten Siedlung. Sie sind als Scheduled Monument ausgewiesen und stehen somit unter Denkmalschutz. Isle of Fethaland weist eine Länge von etwa 900 Metern sowie eine Breite von 300 Metern auf und erreicht eine Höhe von 64 Metern. Die Halbinsel liegt im Gebiet der Gemeinde (Community Council Area) Northmavine.
An der Ostküste, bei den Cleber Geos, findet sich ein Specksteinvorkommen mit Spuren eines früheren Abbaus. Auf Isle of Fethaland betreibt das Northern Lighthouse Board seit 1977 einen automatisierten Leuchtturm. Seine Errichtung steht in Zusammenhang mit der Inbetriebnahme des Öl-Terminals von Sullom Voe.